# Francis Lyons
Francis Stewart Leland Lyons (11 novembre 1923 – 21 septembre 1983) est un historien et universitaire nord-irlandais, prévôt du Trinity College de Dublin de 1974 à 1981.

## Biographie
Né en 1923 à Londonderry en Irlande du Nord d'ascendance écossaise presbytérienne puis l'église d'Irlande, son père est directeur de banque. Sa famille déménage à Boyle dans le comté de Roscommon en Irlande. 
Lyons étudie au Dover College dans le Kent en Angleterre puis à la High School de Dublin, avant de poursuivre ses études au Trinity College de Dublin (élu en 1943 Scholar de l'histoire moderne et des sciences politiques).
Il exerce ensuite les fonctions de maître de conférences de l'histoire à l'université de Hull puis au Trinity College de Dublin. Professeur fondateur d'histoire moderne à l'université du Kent depuis 1964,, il y est aussi recteur de l'Eliot College de 1969 à 1972.
Prévôt du Trinity College de Dublin en 1974, Lyons quitte ce poste en 1981 pour se concentrer sur l'écriture. Il remporte le prix Heinemann en 1978 pour sa biographie de Charles Stewart Parnell. Il écrit Culture and Anarchy in Ireland, 1890–1939, qui remporte le Christopher Ewart-Biggs Memorial Prize et le Wolfson History Prize en 1979. Ireland Since the Famine, le manuel universitaire standard d'histoire irlandaise du milieu du XIXe siècle à la fin du XXe siècle, selon le Times est "l'œuvre définitive de l'histoire irlandaise moderne" .
Recipiendaire des doctorats honorifiques de cinq universités, Lyons est élu Fellow de la British Academy et de la Royal Society of Literature, aussi Fellow invité de l'université de Princeton.
Lyons critique l'histoire très appréciée de Cecil Woodham-Smith de la grande famine irlandaise et est généralement classé parmi les historiens « révisionnistes » dont les sympathies minimisent le rôle négatif du gouvernement britannique à propos la famine.
Il se marie en 1964 avec Jennifer McAlister, dont deux fils (qv. Nicholas Lyons).
Lyons meurt à Dublin en 1983.